# Покољ у Паланчишту
Покољ у Паланчишту је масакр који су извршиле усташе над становништвом села Велико Паланчиште и Горњи Јеловац, у ноћи између 22. и 23. октобра, 1942. године.
10. јуна 1942. почела је велика офанзива фашистичких снага на планину Козару. По фашистичким документима, која се налазе у архиви Војноисторијског института, у козарској офанзиви учествовало је око 35 000 непријатељских војника.
Фашистичке снаге су и у овој офанзиви насрнуле на голоруки народ иако им је примарни циљ био борба против козарачких партизана. Ноћу измеду 22. и 23. октобра 1942. године усташе су ножевима, сјекирама и маљевима (без ватреног оружја) поубијале око 460 становника, међу којима је око 220 дјеце у селу Паланчишту, код Приједора.

## Виктор Новак, 1469 (тајно)
Под извјесним околностима командант њемачке јединице у Приједору наредио је званичну истрагу поводом покоља у Паланчишту, па је тако овај масакр остао забиљежен у службеном акту 3. оружничке пуковније у Бањој Луци и заведен под бројем 1469 (тајно) од 1. новембра 1942. године. У акту, упућеном уреду опунемоћеног министра Турине и Врховном оружничком заповједништву, поводом покоља у Паланчишту, пише:
»Дана 23. октобра 1942. године сазнало се је да су усташе из Приједора ноћу 22/23. октобра 1942. поубијале много пучанства у селу Паланчишту (5 km сјеверно од Приједора) без разлике спола и старости.
О овоме је извјештена оружничка постаја Приједор, заповједништво њемачке војске и фелджандармерија у Приједору.
24. октобра 1942. године ради истраге изашла је на лице мјеста оружничка опходња од 7 момака под водством једног њемачког частника.
По доласку на лице мјеста звано „Брдо“ (поближа ознака непозната) дознала је опходња од једне жене да су усташе наведене ноћи поубијале све пучанство у споменутом селу и то све оне до којих су кућа дошли.
Ту у близини опходња је дошла на једну њиву, гдје је по изјави једног њемачког војника убијено 68 жена и дјеце, а много већи број мушкараца да је убијен на другом мјесту и покопан.
Утврђено је да су све особе које су од стране усташа затечене код својих кућа покупљене са намјером да ће бити одведени у сабирне логоре. Пошто су пучанство покупили, поубијали су одвојено жене и дјецу, а одвојено мушкарце.
25. октобра 1942. године одређена је ексхумација лешева. У једној јами пронађено је 62 леша жена и дјеце. Убијање је извршено сјекирама и ножевима.
Има неколико жена које су са бодовима избодене и измрцварене и остале у животу, од којих се једна налази у селу Орловцу, а друга у Паланчишту. Поменуте жене пронађене су од сељака и однесене њиховој родбини.
Њемачки часник утврдио је која је усташка постојба извршила покољ и заповједио да се иста одмах разоружа.
28. октобра 1942. године заповједник усташког сата који је извршио покољ поручник Батинић покушао је извршити самоубиство испаливши себи из самокреса један набој у уста. Набој је остао у глави. Исти је превезен у болницу у Бању Луку гдје се и сада налази. Истог дана изашла је опходња поново на лице мјеста да се ископа и друга јама у којој су жене и дјеца, а накнадно ће се ископати и трећа јама у којој су закопани мушкарци.
Фелџандармерија и наше оружништво и даље воде истрагу.
Предње се предаје с молбом на мјеродавност. Број жртава и узрок покоља за сада непознат.
Заповједник пуковник Виктор Новак«

## Јанез Михелић
Импресиониран призором који је видио на лицу мјеста, командир усташке жандармеријске станице у Приједору Јанез Михелић о овом догађају у Паланчишту изјавио је:
»Дана 24. октобра 1942. године пошао је ради провјере на лице мјеста један њемачки часник, а као пратња са њиме је био и потписати са 6 оружника.
Има неколико жена које су са бодежима избодене и остављене живе. Од таквих се једна налази у селу Орловцу код Славка Бутоње, а једна у селу Велико Паланчиште код Муњизе. Прва се зове Дара Бановић, а друга Марија Милосављевић.
Потписати је испитивао што се је све догодило, те сам установио да је њемачка команда преко својих војника једну рупу откопала и из исте извадила 62 леша жена и дјеце који су сви поклани, разним мукама мучени, у тијело им дрва забадана, женскињи сисе резане, очи вађене и другим мукама их патили. Ниједна у тој рупи није убијена из пушке, него на овакав начин. Друге рупе Нијемци нису откопавали, али се рачуна да су их побили 300 особа. Остало се је све разбјежало, нико за никога не зна, село је остало потпуно пусто и на све стране се пљачка. Стока као и остало је без икаквог чувара, те иста тумара. Јуче су усташе натовариле 6 вагона стоке и отјерали за Бању Луку свиње, овце и говеда.«
(Архив војно-историјског института 44/7-2,162)

## Усташки извјештај
Подносећи извјештај поводом истраге, коју су Нијемци водили о масакру у Паланчишту и Горњем Јеловцу, усташки извјештавач при 8. усташкој бојни Болф записао је сљедеће:
»2. сат се налазио на положајима на подножју Козаре, код Паланчишта, од како су свршиле борбе на Козари у којима је такође судјеловао са читавом бојном. 22. у јутро дошао је Теклић (курир-примједба аутора чланка) једном воду 2. сата са налогом заповједника Еинзот Зетафела (устменим), да је потребно журно ликвидирати са заробљеницима, будући да је магла па би се заробљеници код можебитног нападаја могли разбјежати. 13. људи 2. сата извршило је налог заједно са припадницима Е. С. Касније је само 6 припадника 2. сата помогло припадницима Е. С. покопати лешине.«
(Архив војно-историјског института 4-63,76)

## Дара Бановић
Шта се стварно догодило те октобарске ноћи у Паланчишту, највјеродостојније је испричала Дара Бановић, која данас живи у Приједору.